# 유학승
유학승(1969년 3월 4일 ~ )은 대한민국의 배우이다.

## 학력
- 동국대학교 문화예술대학원[3]
- 서울예술대학교

## 출연작

### 영화
- 《대한민국 1%》 (2010년) - 류 상사 역
- 《중천》 (2006년) - 중천 무장 역
- 《간 큰 가족》 (2005년) - 국정원 1 역
- 《해피 에로 크리스마스》 (2003년) - 구온천파 1 역

### 드라마
- 《솔약국집 아들들》 (2009년, KBS2) - 오은지의 아버지 역
- 《제5공화국》 (2005년, MBC)
- 《슬픈 아비의 노래》 (1994년, MBC)

### 연극
- 《운현궁에 노을지다》
- 《트라우마 인 인조》
- 《가을애》
- 《낮병동의 매미들》
- 《북회귀선》
- 《유리동물원》
- 《세친구》
- 《만다라의 노래》
- 《정조대왕》
- 《덫》
- 《소년공화국》
- 《정조대왕》
- 《유령소나타》
- 《에밀레 천년의 소리》
- 《아침새》
- 《햄릿 프로젝트 2002》
- 《사춘기》
- 《싸우와 다므르》
- 《천년제국》
- 《안중근》
- 《세 개의 사랑이야기》
- 《보이첵》
- 《바람의 노래》
- 《빅토르최》
- 《장보고》
- 《징개맹개》
- 《소리없는 만가》
- 《길 길은 먼데》
- 《유시민의 달》